# Rejon koczkurowski
Rejon koczkurowski (ros. Кочкуровский район, erzja Кочкурбуе, moksza Кочкуровань аймак) – jednostka administracyjna wchodząca w skład Republiki Mordowii w Rosji.
W granicach rejonu usytuowane są m.in. wsie: Koczkurowo (centrum administracyjne rejonu), Bułgakowo, Kaczełaj, Krasnomajskij, Mordowskoje Dawydowo, Podlesna Tawla, Sabajewo, Siemilej.

## Osoby związane z rejonem
- Olga Nikołajewna Kaniskina (ur. 1985) – lekkoatletka specjalizująca się w chodzie sportowym.